# ごてんばチアリーダーズ
『ごてんばチアリーダーズ』は、宗我部としのりによる日本の漫画作品。

## あらすじ
槇克己は、応援部に所属していたが、先輩たちが卒業した今、部員は彼1人だけだった。克己は、同級生である園田咲の誘いを受け、チアリーディング部に入部した。

## 登場人物

### 天羽高等学校「FeatherS」
園田咲
本作のヒロイン。ポジションはトップ。
槇克己
本作の主人公。男子部員。応援部にいただけあって、応援魂を見せることに情熱を注いでいる。ポジションはベース。「- っス」が口癖。
泉恵美子
ポジションはスポッター。
八代みのり
ポジションはベース。
姫川由香
ポジションはトップ。
マリア・レジーナ
ポジションはベース。
黒井栄子
コーチ。面食い。
剛石幹雄
男子部員。

### その他
槇光江
克己の母。
立花あかり

剛石大地
幹雄の父。

## 書誌情報
- 宗我部としのり 『ごてんばチアリーダーズ』少年画報社〈YKコミックス〉、全8巻
  1. 2007年8月1日発行 ISBN 978-4-7859-2801-8
  2. 2007年11月26日発行 ISBN 978-4-7859-2880-3
  3. 2008年5月9日発行 ISBN 978-4-7859-2956-5
  4. 2008年9月10日発行 ISBN 978-4-7859-3022-6
  5. 2008年12月10日発行 ISBN 978-4-7859-3072-1
  6. 2009年5月27日発行 ISBN 978-4-7859-3163-6
  7. 2009年8月24日発行 ISBN 978-4-7859-3214-5
  8. 2009年11月24日発行 ISBN 978-4-7859-3270-1